# 等一個人
《等一個人》，是一部描寫劉昕硯真實人生電視劇，由李天柱 、林嘉俐 、謝欣諭、謝寶萱、段可風等演員領銜主演，於2021年4月11日在大愛電視20:00首播。
2021年10月1日，該劇男主角李天柱飾演劉錦君角色入圍2021亞洲影藝創意大獎『最佳男主角獎』。

## 大愛會客室

### 首播
| 片名       | 頻道       | 播映日期                     | 播映時間        |
| 大愛會客室 | 大愛海外台 | 2021年4月11日－2021年4月12日 | 21:00-21:11播出 |
| 大愛會客室 | 大愛電視台 | 2021年4月11日－2021年4月12日 | 00:19-00:30播出 |
| 大愛會客室 | 大愛海外台 | 2021年4月11日－2021年4月12日 | 09:49-10:00播出 |

## 播出時間
以下時間以當地時間（台灣時間）為準

### 電視首播
| 頻道                            | 所在地               | 播映日期                     | 播映時間                  |
| 大愛電視台 （數位頻道同步播出） | 台灣                 | 2021年4月11日－2021年4月12日 | 20:00-20:48播出（無廣告） |
| 大愛海外台                      | 與大愛電視台同步播出 | 2021年4月11日－2021年4月12日 | 20:00-21:00播出（含廣告） |

### 網路首播
| 頻道                 | 備註                 | 播映日期                     | 播映時間                  |
| Yahoo! TV            | 與大愛電視台同步播出 | 2021年4月11日－2021年4月12日 | 20:00-20:48播出（無廣告） |
| YouTube 大愛網路劇場 | 與大愛電視台同步播出 | 2021年4月11日－2021年4月12日 | 20:00-20:48播出（無廣告） |

## 演員列表

### 主要演員
| 演員   | 角色         | 介紹 | 登場集數     |
| 謝欣諭 | 劉昕硯(兒時) | 本劇故事主角，綽號為荳荳，曾被算命師說只能活到14歲，曾得到猛爆性肝炎，小時候常入院做各種治療，之後努力克服健康問題，順利長大成人。 | 第1集－第2集 |
| 謝寶萱 | 劉昕硯(成年) | 本劇故事主角，綽號為荳荳，曾被算命師說只能活到14歲，曾得到猛爆性肝炎，小時候常入院做各種治療，之後努力克服健康問題，順利長大成人。 | 第1集－第2集 |
| 李天柱 | 劉錦君       | 男主角，劉昕硯父親。 | 第1集－第2集 |
| 林嘉俐 | 王麗珍       | 女主角，劉昕硯母親。 | 第1集－第2集 |
| 段可風 | 宋秀端       | | 第1集－第2集 |

### 次要演員
| 演員   | 角色       | 介紹       | 登場集數 |
| 姚穎   | 小阿姨     |            | 第1集    |
| 黃大維 | 劉啟盟     | 劉昕硯哥哥 | 第1集    |
| 陳謙   | 劉家鳴     |            | 第集     |
| 茵芙   | 顏秀如醫師 |            | 第集     |
| 涂晨洋 | 邱宗傑醫師 |            | 第集     |
| 陳亮彤 | 瑞靖       |            | 第集     |
| 楊家語 | 小梨       |            | 第集     |
| 黃琳媛 | 蘇護士     |            | 第集     |
| 杜彥儀 | 小梨媽     |            | 第集     |

### 其他演員
| 演員   | 角色 | 介紹 | 登場集數 |
| 譚亞男 | 師姊 |      | 第集     |
| 譚美倫 | 師姊 |      | 第集     |
| 賴慧玲 | 師姊 |      | 第集     |
| 徐曼鈞 | 師姊 |      | 第集     |

### 客串演員
| 演員   | 角色     | 介紹                                                                           | 登場集數 |
| 劉德凱 | 吳醫師   | 劉昕硯都稱呼他為吳伯伯，由於常跟吳醫師在醫院巡視病人，也被吳醫師稱呼為跟屁蟲。 | 第1集    |
| 鄭怡   | 小瓜媽媽 |                                                                                | 第1集    |

## 大愛會客室名單
| 集數  | 日期          | 來賓           | 主持人 |
| 第1集 | 2021年5月27日 | 劉昕硯、張臻提 | 譚艾珍 |
| 第2集 | 2021年5月28日 | 劉昕硯、宋秀端 | 譚艾珍 |

## 工作人員列表

### 製作團隊
- 監　製：王端正、葉樹姍、臧蕙年
- 總策畫：關兆宏
- 製作人：張臻提
- 編  審：張鈺喬
- 編　劇：許文鈴
- 戲劇顧問：龐宜安
- 顧　問：劉錦君、王麗珍、劉昕硯
- 企　劃：朱韻安
- 企畫統籌：陳光隆
- 企畫宣傳：林志儒、黃開誼、林育萱
- 片頭題字：蔡坔青
- 導　演：陳家俊
- 統　籌：黃志葦
- 執　行：張翊政
- 副導演：陳湘淇
- 場　記：張淳惠
- 執行助理：許宇翔
- A機攝影師：陳諦
- B機攝影師：張志綸
- 空拍攝影師：廖士毅
- 攝影助理：廖士毅、王洧騰
- 美術設計：洪銘澤
- 道具陳設：李偉聖、譚永信、陳瑞金
- 燈　光：潘藝元
- 燈光助理：何帛晉、周宜暘
- 成音師：張世強
- 收音師：余聖賢
- 場　務：李冠融、李志祥
- 服裝造型：王雅玲
- 化妝師：蕭羽彤
- 髮型師：吳紫瑄
- 服裝助理：呂月文
- 梳妝助理：林心葳、黃昀彤
- 攝影器材：九日攝影器材有限公司
- 場物器材：協明影視傳播有限公司
- 成音器材：聲驥音樂文化傳播工作室
- 後期製作：好主意傳播有限公司
- 剪　輯：吳寶玉、羅逸傑
- 調　光：羅逸傑
- 後製導演：胡智龍
- 側　拍：郭永祥
- 音樂指導：吳柏醇(嘉莉)
- 配樂編曲：林國凱
- 後製配樂：陳玠含
- 音效設計：吳培倫、王婕
- 混　音：黃大衛
- 後製錄音：嘉莉錄音工房
- 製作公司：綠樹文創有限公司
- 監製公司：慈濟傳播人文志業基金會

## 獎項紀錄
| 年份   | 頒獎典禮             | 獎項名稱     | 入圍者 | 結果 |
| 2021年 | 2021亞洲影藝創意大獎 | 最佳男主角獎 | 李天柱 | 提名 |

## 外部連結
- 等一個人 官方網站 （页面存档备份，存于）
- 大愛劇場的Facebook專頁
- 大愛劇場搶先看的Facebook專頁
- 《等一個人 （页面存档备份，存于）》--YAHOO! TV （页面存档备份，存于）線上看

| 臺灣 大愛電視 週一至週五 20:00 - 20:48          | 臺灣 大愛電視 週一至週五 20:00 - 20:48     | 臺灣 大愛電視 週一至週五 20:00 - 20:48 |
| ----------------------------------------------- | ------------------------------------------ | -------------------------------------- |
|                                                 | 等一個人 （2021年5月27日－2021年5月28日）  |                                        |
| 阿良的歸白人生 （2021年4月23日－2021年5月26日） | 觀音對我笑 （2021年5月31日－2021年7月2日） |                                        |

| 臺灣 大愛電視 拾光經典系列 · 週一至週五 20:00 - 20:48     | 臺灣 大愛電視 拾光經典系列 · 週一至週五 20:00 - 20:48 | 臺灣 大愛電視 拾光經典系列 · 週一至週五 20:00 - 20:48 |
| --------------------------------------------------------- | ----------------------------------------------------- | ----------------------------------------------------- |
|                                                           | 等一個人 （2023年10月19日－2023年10月20日）           |                                                       |
| 真心英雄系列 生命的樂章 （2023年10月4日－2023年10月17日） | 望月 （2023年10月23日－2023年10月24日）               |                                                       |